# 篠田知和基
篠田 知和基（しのだ ちわき、1943年1月28日 - ）は、日本のフランス文学者、比較神話学者、翻訳家。名古屋大学元教授。神奈川大学日本常民文化研究所客員研究員。

## 経歴
出生から修学期
1943年、東京市（現・中野区）で生まれた。横浜市立大学文理学部で学び、1966年に卒業。東京教育大学大学院文学研究科に進み、1971年に博士課程を中退。フランス・グルノーブル大学に留学し、1969年に博士課程を修了した。
文学研究者として
1971年、静岡大学教養部専任講師に就いた。1973から1974年まで、パリ大学で在外研究。1974年、静岡大学教養学部助教授に昇格。1978年、パリ第8大学で文学博士号を取得。1981年、名古屋大学文学部助教授に転じ、1995年に教授昇格。2001年に名古屋大学を退職し、その後は広島市立大学教授として教鞭を執った。2007年に退職。その後は、甲南大学人間科学研究所客員研究員。「比較神話学研究組織」を主宰し、神話学研究を進めている。

## 受賞・栄典
- 1970年：ラルース・アシェット賞を受賞。
- 1997年：フランス政府より教育功労章シュヴァリエ受章。

## 研究内容・業績
専門はフランス文学。ネルヴァルを専門とし、のち比較神話学研究に関心を移していった。

## 著作
単著
- 『幻影の城：ネルヴァルの世界』思潮社 1972
- 『土手の大浪：近代文学逍遥』コーベブックス、南柯叢書 1976 [3]
- 『人狼変身譚：西欧の民話と文学から』大修館書店 1994
- 『竜蛇神と機織姫：文明を織りなす昔話の女たち』人文書院 1997
- 『日本文化の基本形〇△□』勉誠出版 2007
- 『世界動物神話』八坂書房 2008、新版 2023
- 『ヨーロッパの形：螺旋の文化史』八坂書房 2010
- 『愛の神話学：世界神話・文学・絵画にみる愛と苦しみ』八坂書房 2011
- 『魔女と鬼神の神話学』樂瑯書院 2012
- 『世界植物神話』八坂書房 2016
- 『世界神話入門』勉誠出版 2017
- 『世界鳥類神話』八坂書房 2017
- 『世界昆虫神話』八坂書房 2018
- 『フランスの神話と伝承』勉誠出版 2018(勉誠選書)
- 『世界魚類神話』八坂書房 2019
- 『世界風土神話』八坂書房 2020
- 『世界異界神話』八坂書房 2021
- 『世界失墜神話』八坂書房 2023
- 『世界分身神話』八坂書房 2024

### 共編著
- 『神話・象徴・文学』全3巻 楽浪書院 2002-2003[4]
- 『神話・象徴・文化』全3巻 楽浪書院 2005-2007
- 『世界の洪水神話 海に浮かぶ文明』丸山顯徳共編、勉誠出版 2005
- 『神話・象徴・言語』全3巻 楽瑯書院 2008-2010
- 『天空の神話：風と鳥と星』楽瑯書院 2009
- 『天空の世界神話』八坂書房 2009
- 『水と火の神話：水中の火』楽瑯書院 2010
- 『神話・象徴・図像』全3巻 楽瑯書院 2011-2013
- 『愛の神話学』編、楽瑯書院 2011
- 『罪と贖罪の神話学：シンポジウム論文集 2011年9月-2012年1月』樂瑯書院 2012
- 『神話のシルクロード』井本英一ほか編、楽瑯書院 2014
- 『神話・象徴・儀礼』全3巻 楽瑯書院 2014-2016
- 『世界神話伝説大事典』丸山顯徳共編、勉誠出版 2016
- 『分身の神話・その他』楽瑯書院 2018
- 『神話と昔話・その他』楽瑯書院 2020
- 『神話研究の最先端　第2集』丸山顕誠共編、笠間書院 2024

### 訳書
- マリ＝ジャンヌ・デュリー（フランス語版）『ネルヴァルの神話』 思潮社 1971
- 『ジェラール・ド・ネルヴァル』ジャン・リシェ（フランス語版）編、思潮社(セリ・ポエティク) 1972
- ジャン・ケロール（フランス語版）『一つの砂漠の物語』 白水社 1973
- ジャン・ケロール『その声はいまも聞える』 白水社 1973
- ジャン・ケロール『海の物語』 出帆社 1975
- シャルル・ノディエ『炉辺夜話集』 牧神社 1975
- ジャン・レー『マルペルチュイ』 月刊ペン社・妖精文庫 1979
- ジャン・ロラン（フランス語版）『フォカス氏』 月刊ペン社・妖精文庫 1981
- オクターヴ・ミルボー『責苦の庭』、国書刊行会(フランス世紀末文学叢書) 1984
- ジャン・レー『新カンタベリー物語』 創元推理文庫 1986
- マルセル・シュネデール（フランス語版）『フランス幻想文学史』 渡辺明正と監訳、国書刊行会(クラテール叢書) 1987
- ジョルジュ・サンド『フランス田園伝説集』著、岩波文庫 1988
- 『ノディエ幻想短篇集』編訳、岩波文庫 1990
- 『カナダのむかし話：金のつののシカ ほか』高村博正共編訳、偕成社(大人と子どものための世界のむかし話) 1991
- 『ふしぎな愛の物語：フランス民話より』編訳、ちくま文庫 1992
- マックス・ミルネール（フランス語版）『ファンタスマゴリア：光学と幻想文学』 川口顕弘・森永徹共訳、ありな書房 1994
- パトリック・グランヴィル『火災樹』 国書刊行会 1998
- フィリップ・ワルテル『海の神話』 吉田敦彦共訳、沖縄国際大学公開講座委員会(沖国大ブックレット) 2002
- クロード・ルクトゥ『北欧とゲルマンの神話事典 - 伝承・民話・魔術』 広野和美・木村高子共訳、原書房 2019

### ジェラール・ド・ネルヴァル著作
- ネルヴァル『阿呆の王』 思潮社 1972
- 『ネルヴァル全詩』 思潮社 1981
- ネルヴァル『東方の旅 上・下』「世界幻想文学大系」国書刊行会 1984
- ネルヴァル『オーレリア：夢と生』 思潮社 1986
- ネルヴァル『火の娘たち』 思潮社 1987
- ネルヴァル『ローレライ』 思潮社 1994

論文
- Cinii